# Maša
Maša (in cirillico Маша, traslitterato anche come Masha) è un nome proprio di persona croato, sloveno e russo femminile.

## Varianti in altre lingue
- Inglese: Masha
- Italiano: Mascia
- Lussemburghese: Mascha
- Tedesco: Mascha

## Origine e diffusione
Si tratta di un ipocoristico slavo del nome Maria.

## Onomastico
L'onomastico può essere festeggiato lo stesso giorno del nome Maria.

## Persone
- Maša Zec Peškirič, tennista slovena

### Varianti
- Mascia Ferri, paracadutista italiana
- Mascia Foschi, cantante e attrice italiana
- Masha Maiorano, cestista italiana
- Mascha Müller, attrice tedesca
- Mascia Musy, attrice e doppiatrice italiana

## Il nome nelle arti
- Mar'ja "Masha" Ivanovna è un personaggio del romanzo di Aleksandr Puškin La figlia del capitano.
- Masha è un personaggio della serie animata Masha e Orso.
- Masha è personaggio della serie manga e anime Mew Mew - Amiche vincenti.

## Toponimi
- 19618 Maša è un asteroide della fascia principale, che prende il nome da Maša Kandušer, dell'Università di Lubiana.